# Тиарет
Тиаре́т (араб. تيارت‎, бербер. ) — город на северо-западе Алжира, административный центр одноимённых вилайета и округа. Расположен к юго-западу от города Алжир, в горном районе Телль-Атлас, примерно в 150 км от побережья Средиземного моря. Население — 160 000 человек (по оценке 2005 года).

## История
Первые поселения людей на этом месте известны ещё со времён палеолита. Сам город появился во время античности, в период римского владычества, и назывался Тингартия. Город сначала был военным укреплённым пунктом, затем столицей одной из римских провинций (с IV века).
В VI веке город становится резиденцией правителей местных берберских народов под названием Тахерт (Тахарт). В конце VII века Тахерт захватывают арабы; местное население переходит в ислам. В 761 г. Тахерт попадает под власть ибадитов и становится столицей их государства во главе с династией Рустамидов. В 909 году государство Рустамидов пало и город вошёл в состав государства Фатимидов.
В XIII столетии Тиарет снова переходит в руки берберов, на этот раз — династии Абдальвадидов. Они владели городом вплоть до XVI века, когда значительная часть современного Алжира была захвачена Османской империей. Власть турок продолжалась здесь вплоть до начала 1830-х годов. В 1843 году город перешёл под контроль Франции. Французы в 1863 году выстроили новые кварталы к северу от существовавшего мусульманского города. С 1962 года Тиарет — в составе независимого Алжира.

## Экономика
Преобладающая отрасль местной экономики — сельское хозяйство. Относительно прохладный климат и наличие источников воды благоприятствуют выращиванию зерновых и скотоводству. Также здесь выращивают чистокровных арабских скакунов.
Город является важным транспортным, а также образовательным центром. Обслуживается аэропортом Бу-Шекиф.

## Тиарет в массовой культуре
Именно в этом городе происходит основное действие романа Иоанны Хмелевской «Сокровища».